# Ці'-Б'алам
Ці'-Б'алам (д/н — 26 жовтня 578) — ахав Шукуупа у 553—578 роках.

## Життєпис
Був сином ахава Б'алам-Не'на. Став правити після смерті ахава Сак-Лу, який за однією з версій був братом Ці'-Б'алама. Церемонія інтронізації відбулася в день 9.5.19.3.0, 8 Ахав 3 Соц' (26 травня 553 року). Про його діяльність відомо замало. Переважно відомості, що стосуються зведення стел.
У 554 році за наказом ахава було встановлено стелу 17. З нагоди закінчення періоду 9.6.10.0.0, 8 Ахав 13 Паш (29 січня 564 року) встановлено стелу 9. Помер в день 9.7.4.17.4, 10 К'ан 2 Кех (26 жовтня 578 року). Владу успадкував його син К'ак'-Уті'-Чан.